# Delamerea
Delamerea é um género botânico pertencente à família Asteraceae.